# Tomasz Żuk
Tomasz Żuk (ur. 12 listopada 1921 w Sąsiadowicach, zm. 22 listopada 1993 w Szczecinie) – polski profesor zwyczajny medycyny, ortopeda i traumatolog. Wychowanek profesora Adama Grucy. Wieloletni kierownik i twórca Katedry i Kliniki Ortopedii Pomorskiej Akademii Medycznej w Szczecinie.

## Życiorys
Urodzony w powiecie samborskim w województwie lwowskim. Studiował medycynę we Lwowie w latach 1942-1944 pod okupacją niemiecką. W trakcie wojny żołnierz Armii Krajowej. Po wojnie, w latach 1945-1948 studia kontynuował na Uniwersytecie Jagiellońskim w Krakowie. Stażysta w Szpitalu Ubezpieczeń Społecznych w Mysłowicach, Klinice Ginekologicznej w Szczecinie i Klinice Chirurgicznej w Szczecinie. Następnie przez 6 miesięcy kierownik laboratorium w Szpitalu PKP w Szczecinie, a następnie asystent w Szpitalu Miejskim w Gliwicach. 
W latach 1949–1957 pełnił służbę wojskową, jako lekarz w Szpitalu Specjalnym, następnie szef Ambulatorium Sztabu Generalnego i lekarz Korpusu Doskonalenia Oficerów i Wojskowego Szpitala Okręgowego. Po służbie zatrudniony w Klinice Ortopedycznej Akademii Medycznej w Warszawie, jako starszy asystent, później adiunkt. W 1966 roku rozpoczął pracę w I Klinice Chirurgicznej Pomorskiej Akademii Medycznej w Szczecinie i był organizatorem i kierownikiem Spondyliatrycznej Poradni Specjalistycznej w Szczecinie. Specjalista wojewódzki w dziedzinie ortopedii i traumatologii na terenie województwa szczecińskiego, członek krajowego zespołu nadzoru specjalistycznego w zakresie ortopedii i traumatologii i przewodniczący zespołu specjalistów wojewódzkich w Szczecinie. 
Odbył staże naukowe w Belgradzie, Zagrzebiu, Lublanie, stypendium British Council w Wielkiej Brytanii. Opracował nowe metody profilaktyki i leczenia specjalistycznego. W roku 1976 uzyskał tytuł profesora. Opublikował ponad 130 prac naukowych, trzy podręczniki akademickie (w tym „Propedeutykę Ortopedii” (1970) i „Podstawy Ortopedii i Traumatologii” (1972)), wygłosił za granicą 17 referatów. 
Pod jego kierunkiem 12 kolegów uzyskało doktoraty, a dwóch pośród nich habilitację. Był człowiekiem silnego charakteru, wymagającym precyzyjnego i racjonalnego myślenia, skutecznego działania w rozwiązywaniu problemów ortopedycznych. Zmarł w wieku 72 lat pełniąc obowiązki zawodowe. Spoczywa na cmentarzu Centralnym w Szczecinie.